# Michelle Guillon
Michelle Guillon, née Michelle Gattegno le 7 septembre 1938 à Marseille et morte le 7 janvier 2022 à Saint-Rogatien, est une géographe française. Elle est une pionnière dans l'étude des relations internationales en France. On lui doit les premières études sur les étrangers à Paris, notamment les relations interethniques en prenant l'angle du logement et du travail.

## Biographie
Michelle Gattegno naît en 1938 à Marseille. Ses premières années sont marquées par la guerre puis par un départ en Argentine. Son père, juif séfarade cultivé, est en effet nommé par De Gaulle attaché culturel à Buenos Aires, récompense de ses actions d'évacuation des juifs. Après toute une scolarité en Argentine, elle revient en France faire ses études supérieures à la Sorbonne et passer l'agrégation. De par son parcours, elle s'intéresse très tôt à la question des migrations, malgré les mots de son directeur de mémoire, Pierre George, pour qui c'est « un sujet sans aucun avenir »,. Elle soutient sa thèse d’État, Etrangers et immigrés en Île-de-France, en 1992 à l’université Paris 1. Ce type de questionnements est alors peu reconnu, voire dévalorisé, ce qui fait d'elle une pionnière sur ce sujet. Elle est maîtresse de conférences à l’université Paris 1 de 1969 à 1992, participant à la création de l'Urmis-Paris en 1990, puis professeure de géographie à l’université de Poitiers de 1992 à 2001.

### Activités éditoriales
Michelle Guillon s'est fortement investie dans la Revue Européenne des Migrations Internationales qu'elle dirige et co-dirige entre 1993 et 2006. Cette revue permet le développement des études sur les migrations internationales en France et d'apporter une réponse scientifique aux débats politiques sur ces questions.

### Vie privée
Michelle Guillon est la sœur de l'astrophysicienne Catherine Cesarsky.

### Décès
Michelle Guillon meurt le 7 janvier 2022 à Saint-Rogatien ; ses collègues saluent son érudition, son enthousiasme et sa gentillesse,.

## Travaux
Durant toute sa carrière, ses travaux institutionnalisent le champ des migrations internationales en France. Elle s'appuie pour cela sur la géographie de la population, en mêlant traitement de données quantitatives et qualitatives pour étudier la structure démographique, l'évolution et la spatialisation de la population étrangère en France. Elle met en place des études longitudinales des recensements, dans la lignée des méthodes de Françoise Cribier. Elle mobilise pour cela cartes, analyses spatiales et statistiques multivariées. Ses recherches permettent de faire émerger une géographie sociale des migrations en France,.

### Étude de la population immigrée à Paris

La carte du Triangle de Choisy et des Olympiades, Paris.
Triangle de Choisy
Les Olympiades

Son terrain principal, Paris, lui permet de faire une étude sur la cohabitation interethnique avec des sociologues. Elle s'intéresse au logement et à l'accès au logement. Les personnes immigrées ne bénéficient peu de l'amélioration des conditions de logement, par comparaison aux personnes des milieux très populaires. Si cette absence de rénovation permet à ces quartiers d'être le témoin de l'ancien Paris ouvrier, ils sont insalubres. La ségrégation, notamment scolaire, est ainsi due au logement très dégradé qui est le seul accessible à ces populations. Dans les années 1970, les incendies dans les bidonvilles où ils habitent trouvent alors un grand écho dans les médias. Elle étudie le triangle de Choisy à dominante chinoise, mais aussi à toute la zone du marché d’Aligre à l’îlot Chalon et à la communauté espagnole du 16e arrondissement de Paris habitant les beaux quartiers. Elle montre que durant des siècles Paris s'est peuplé par les provinciaux puis l'étranger. Ce profil vient de plus en plus loin et d'une hétérogénéité toujours plus grande : bougnats aveyronnais, puis tailleurs arméniens, les maroquiniers chinois, les taxis russes, les épiciers tunisiens.

### Étude par l'angle du travail
Elle s'intéresse également aux migrations sous l'angle du travail en industrie par l'étude des travailleurs des usines Renault de la fin des années 1980. Elle indique que « l’image des immigrés donnée alors par la presse et les discours politiques est celle de sous-prolétaires » alors son analyse socio-économiques de ces populations montre une diversité de profil dans la catégorie « travailleurs immigrés ». « Déjà à l’époque des grands flux, l’émigration de travailleurs n’était que rarement un exode de la misère » : l’immigration de travail, n'est pas seulement une main-d’œuvre d’appoint car sans elle, « le glissement vers le tertiaire d’une partie de la main-d’œuvre française » n'aurait pas pu se dérouler. Elle montre aussi une différence entre la perception par l'opinion et les médias d'une population étrangère de plus en plus nombreuse alors que son analyse des chiffres montre au contraire un tassement précoce de la croissance de la population étrangère.
Elle publie une étude pionnière sur les commerçants étrangers dans l’agglomération parisienne sur l’autonomie du migrant qui annonce les futures recherches sur le commerce ethnique, intra-communautaire (tourné vers les gens de sa communauté) et extra-communautaire,,.
Avec Nicole Sztokman, elle donne le nom de « circulation migratoire » pour définir les mobilités liées au fait migratoire : flux d’émigration mais aussi retour vers le pays d'origine, flux d'argents, d'informations, d'idées ou modèles politiques et sociaux.

## Publications
Michelle Guillon est l'autrice de 80 publications dont :

### Ouvrages
- Nicole Sztokman et Michelle Guillon, Géographie mondiale de la population, Ellipses, 2008 (ISBN 978-2-7298-3779-2 et 2-7298-3779-5, OCLC 262540221, lire en ligne)
- Isabelle Taboada Leonetti et Michelle Guillon, Le triangle de Choisy : un quartier chinois a Paris : cohabitation pluri-ethnique, territorialisation communautaire et phenomenes minoritaires dans le 13e arrondissement, Paris, 1986 (ISBN 2-85802-663-7 et 978-2-85802-663-0, OCLC 301126731, lire en ligne)
- Michelle Guillon, Luc Legoux et Emmanuel Ma Mung, L'asile politique entre deux chaises : droits de l'homme et gestion des flux migratoires, L'Harmattan, 2003 (ISBN 2-7475-5350-7 et 978-2-7475-5350-6, OCLC 418255379, lire en ligne)
- Michelle Guillon, Autochtones et immigres en quartier populaire : du marche d'Aligre a l'ilot Chalon, Paris, 1987 (ISBN 2-85802-928-8 et 978-2-85802-928-0, OCLC 301126697, lire en ligne)

### Articles
- Emmanuel Ma Mung et Michelle Guillon, « Les commerçants étrangers dans l'agglomération parisienne », Revue Européenne des Migrations Internationales, vol. 2, no 3,‎ 1986, p. 105–134 (DOI 10.3406/remi.1986.1115, lire en ligne, consulté le 14 septembre 2022)
- Michelle Guillon, « Les rapatriés d'Algérie dans la région parisienne », Annales de Géographie, vol. 83, no 460,‎ 1974, p. 644–675 (ISSN 0003-4010, lire en ligne, consulté le 14 septembre 2022)
- Michelle Guillon, « La localisation des Asiatiques en région parisienne », Perspectives Chinoises, vol. 27, no 1,‎ 1995, p. 41–48 (DOI 10.3406/perch.1995.1834, lire en ligne, consulté le 14 septembre 2022)
- Michelle Guillon et Anne Le Fur, « Les étrangers dans les grandes agglomérations françaises 1962-1982 », Espace Populations Sociétés, vol. 4, no 2,‎ 1986, p. 179–190 (DOI 10.3406/espos.1986.1124, lire en ligne, consulté le 14 septembre 2022)
- Michelle Guillon, « Rapport entre lieu de résidence et lieu de travail dans l'agglomération parisienne, une approche de l'analyse des différentes utilisations de l'espace urbain par les Français et les étrangers. », Hommes et Terres du Nord, vol. 1, no 1,‎ 1981, p. 190–204 (DOI 10.3406/htn.1981.1683, lire en ligne, consulté le 14 septembre 2022)